# Wólka Okrąglik (przystanek kolejowy)
Wólka Okrąglik – zlikwidowany przystanek osobowy w Wólce Okrąglik na linii kolejowej nr 55 Sokołów Podlaski – Siedlce, w województwie mazowieckim, w Polsce. Przystanek został zamknięty 1 kwietnia 1993 roku. Obecnie po budynku stacyjnym pozostały tylko gruzy fundamentów.